# District de Leoben
Le district de Leoben est une subdivision territoriale du land de Styrie en Autriche.

## Géographie

### Lieux administratifs voisins
| District de Liezen |  | District de Bruck-Mürzzuschlag |
|                    |  |                                |
| District de Murtal |  | District de Graz-Umgebung      |

## Communes
Le district de Leoben est subdivisé en 16 communes :
- Eisenerz
- Kalwang
- Kammern im Liesingtal
- Kraubath an der Mur
- Leoben
- Mautern in Steiermark
- Niklasdorf
- Proleb
- Radmer
- Sankt Michael in Obersteiermark
- Sankt Peter-Freienstein
- Sankt Stefan ob Leoben
- Traboch
- Trofaiach
- Vordernberg
- Wald am Schoberpass